# Gailach
Die Gailach ist ein rechter Zufluss der Altmühl im oberbayerischen Landkreis Eichstätt.

## Verlauf

### Obere Gailach

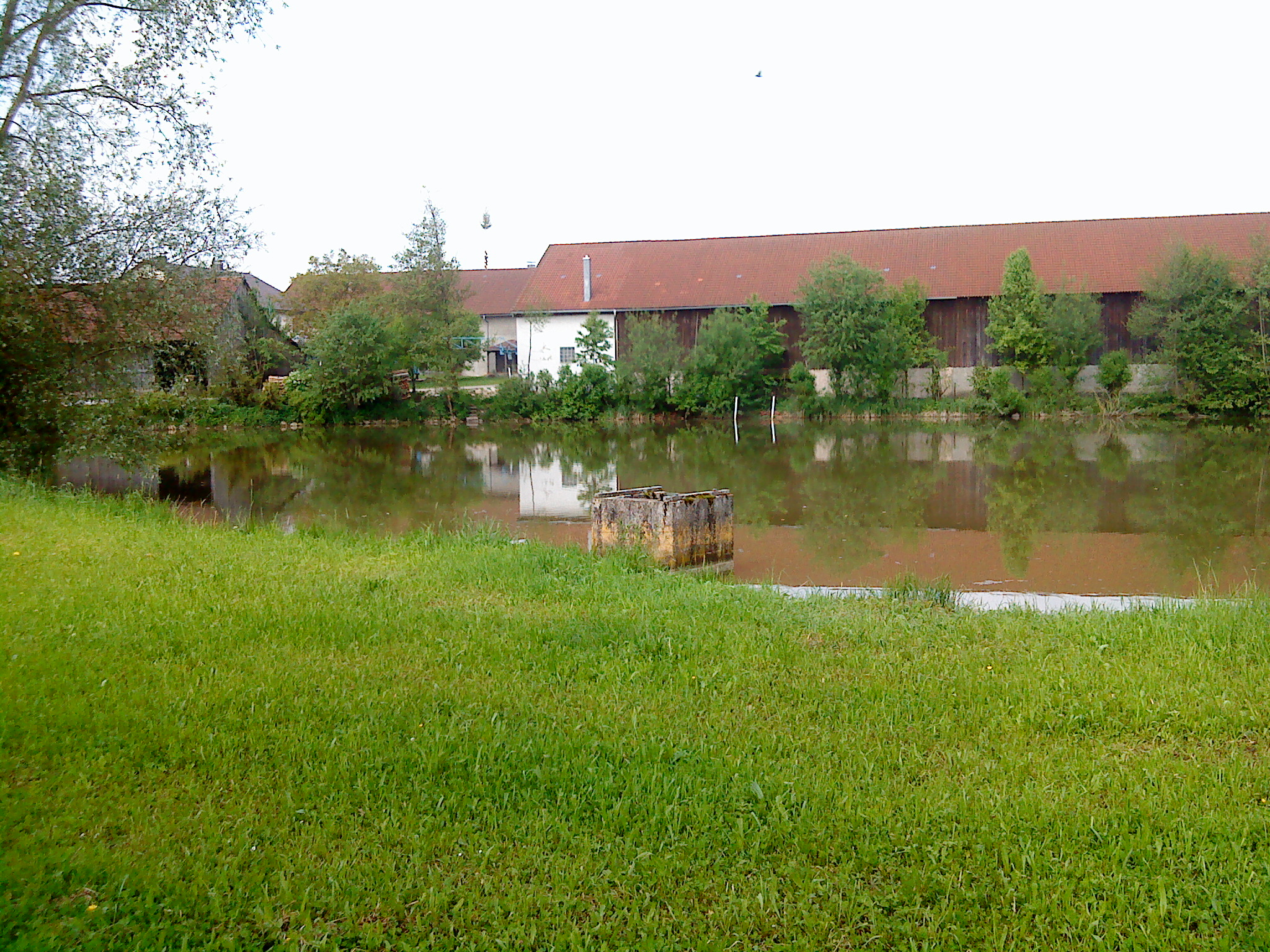
Der obere Gailachursprung
ist der Dorfweiher von Kreut

Das Flüsschen, auch „Mörnsheimer Bach“ genannt, entspringt dem Dorfweiher von Kreut, einem Ortsteil von Monheim. Zwei Kilometer unterhalb von Warching versickert der Bach bei einem Rückhaltebecken in Dolinen der Monheimer Alb – im Sommer vollständig, im Winter kann ein Teil des Zuflusses weiter durch das sonst trockene Bachbett unterhalb im Röglinger Tal bis Mühlheim fließen.

### Gailachquelle

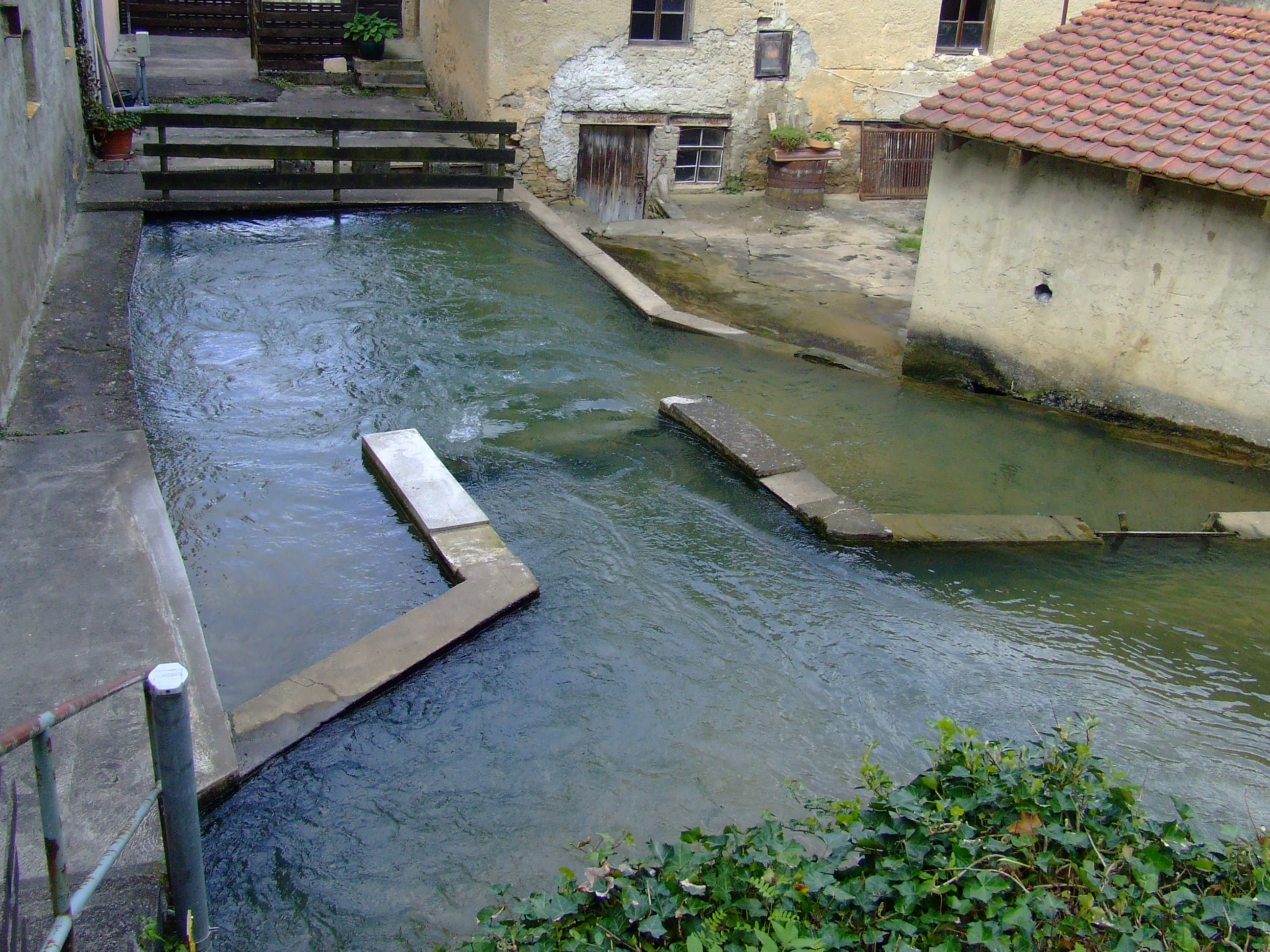
Die sogenannte Gailachquelle in Mühlheim

Das versickerte Wasser der oberen Gailach tritt nach etwa vier Kilometern unterirdischen Laufs auf etwa 419 m ü. NHN aus der Gailachquelle hinter der Schwamm-Mühle in Mühlheim wieder zu Tage; dies haben Färbeversuche nachgewiesen. Das aufstoßende Wasser strömt in drei Ausläufen auf einer Länge von sechs Metern aus Felsspalten am Dolomit-Hanganriss, und zwar etwa zehnmal so viel, wie bei Warching versickert. Die Schüttung liegt bei 600 bis 700 Liter pro Sekunde, der Bach ist sofort mehrere Meter breit. Die Quelle ist eine der stärksten in Bayern.
Die Quelle ist vom Bayerischen Landesamt für Umwelt als Geotop 176Q009 ausgewiesen. Siehe hierzu auch die Liste der Geotope im Landkreis Eichstätt.

### Untere Gailach

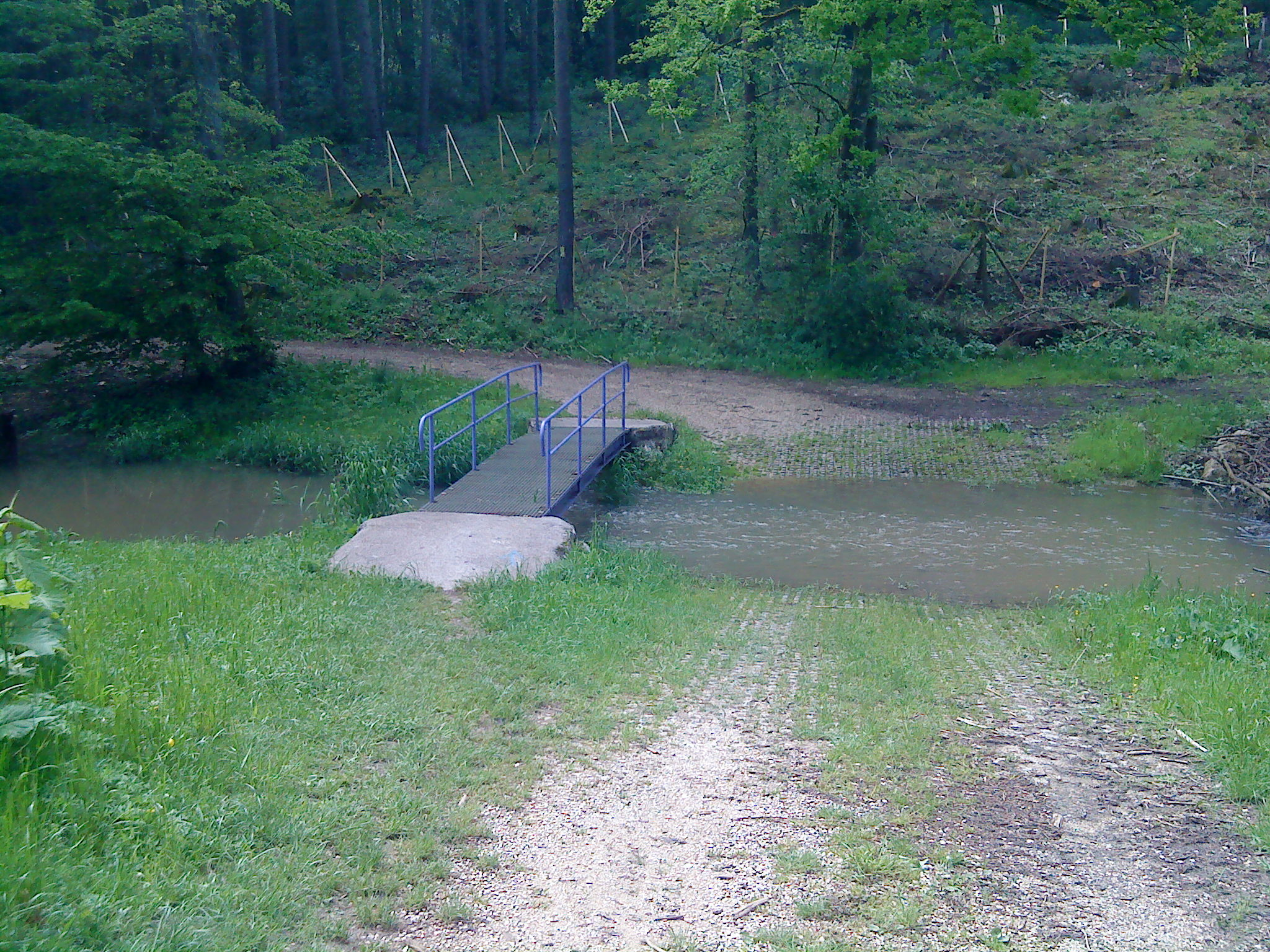
Der Abfluss des Rückhaltebeckens,
kurz vor der Versickerung

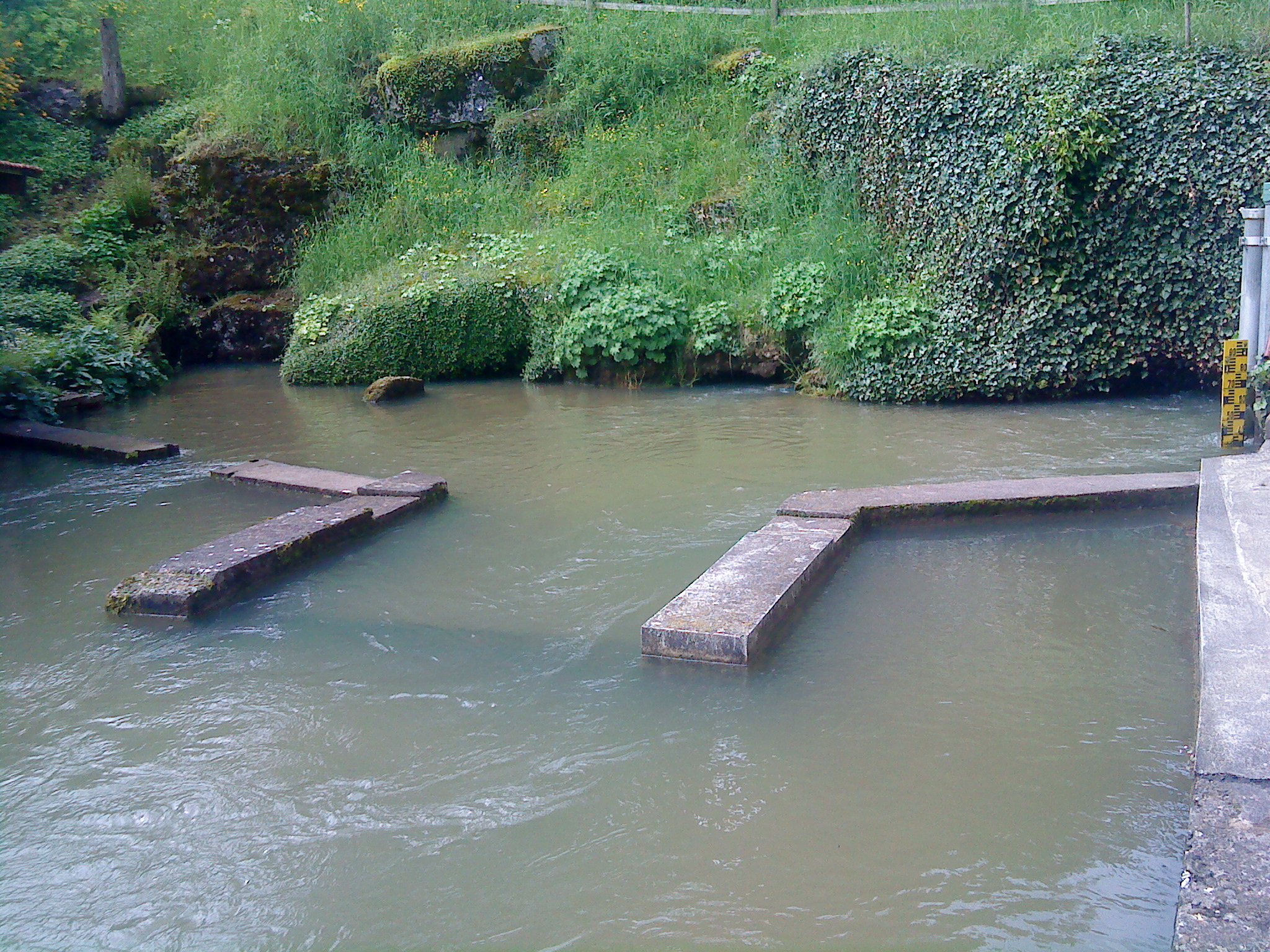
Quellaustritte der Gailachquelle

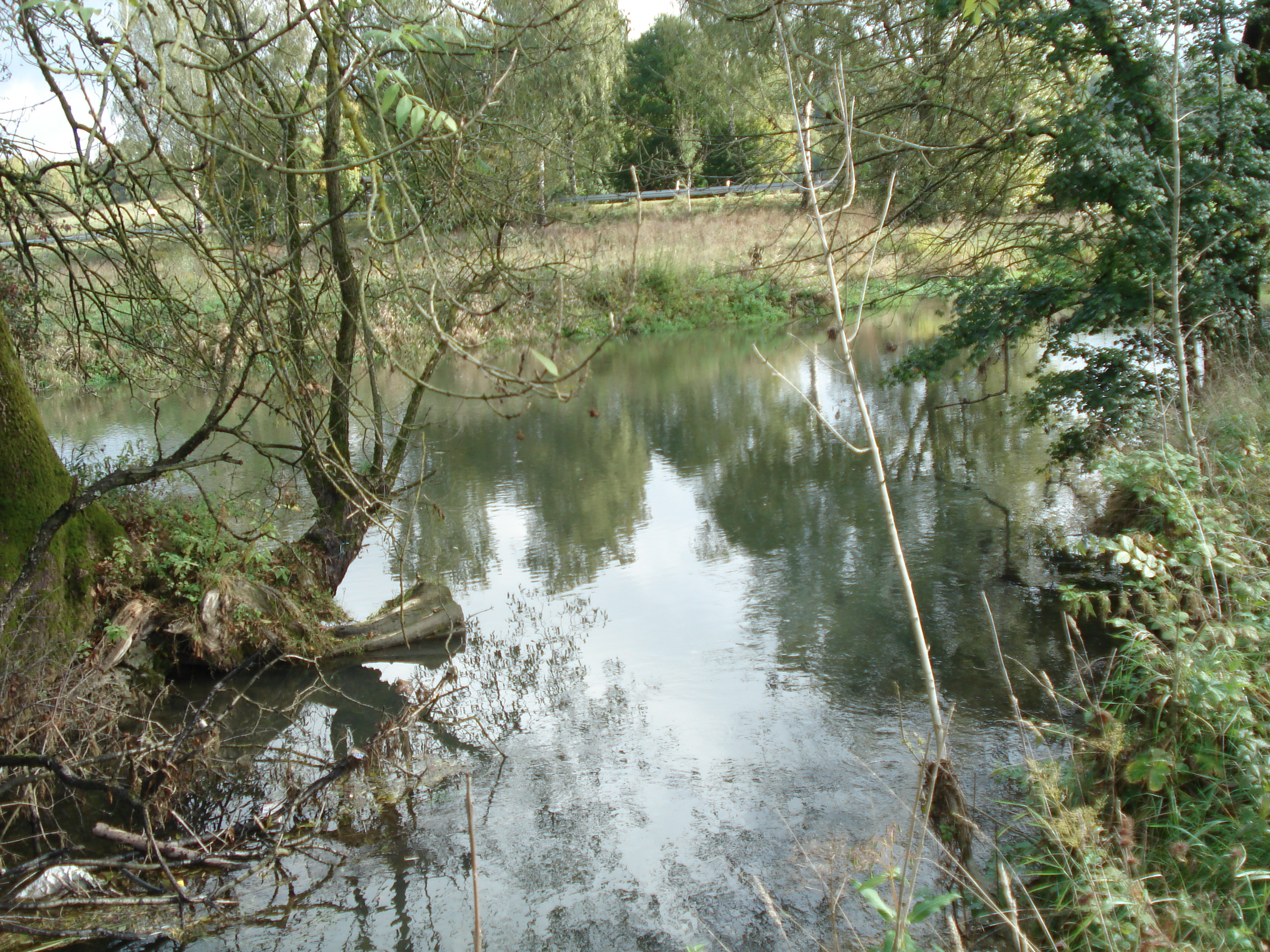
Die Gailach (vorne) mündet in die Altmühl

Kurz vor Mörnsheim, gegenüber der Finstermühle, erhält die Gailach weiteres Wasser durch sieben eng beieinanderliegende Quellen; die Stelle wird deshalb „Sieben Brünnlein“ genannt. Bei Altendorf mündet das Flüsschen in die Altmühl.

### Zuflüsse und Seen
Liste der Zuflüsse und  Seen von der Quelle zur Mündung. Gewässerlänge, Seefläche und Einzugsgebiet nach dem BayerAtlas oder dem  einschlägigen Verzeichnis der Bach- und Flussgebiete in Bayern, siehe dazu die gegebenen Einzelnachweise. Höhe nach dem BayernAtlas. Weitere Quellen für die Angaben sind ggf. vermerkt.
Ursprung der Gailach am Ausfluss des Dorfweihers von Monheim-Kreut am nördlichen Ortsrand auf etwa 520 m ü. NHN.
- Maxquellenbachl, von links und Nordwesten auf etwa 502 m ü. NHN gleich nach der B 2 und etwas vor Monheim, ca. 2,2 km[5] und ca. 7,2 km².[6] Entsteht als Schippach auf etwa 544 m ü. NHN westlich des Roßbergs (558 m ü. NHN) im Wald.
  -  Durchfließt auf etwa 527 m ü. NHN einen Weiher in einer Waldlichtung, ca. 0,2 ha.[7]
  -  Durchfließt auf etwa 506 m ü. NHN mündungsnah einen Weiher schon in der Flur um Monheim, ca. 0,1 ha.[7]
- (Feldweggraben), von rechts und Westen auf etwa 495 m ü. NHN am westlichen Ortsrand von Monheim, maximal ca. 2,1 km[5] und ca. 1,1 km².[6]  Der längere Ast entsteht auf etwa 529 m ü. NHN kurz vor dem südöstlichen Ortseingang von Monheim-Kreut.
  -  Passiert auf etwa 509 m ü. NHN am Nordrand des Gewerbegebietes im Westen Monheims einen Weiher, ca. 0,2 ha.[7]
- Passiert auf etwa 494 m ü. NHN in Monheim einen Weiher, ca. 0,2 ha.[7]
- (Zufluss), von rechts und Südwesten auf etwa 478 m ü. NHN, ca. 2,1 km[5] und ca. 1,8 km².[6] Entsteht auf etwa 520 m ü. NHN am Nordrand von Ried und  durchfließt gleich dort einen Weiher, ca. 0,1 ha.[7]
  -  Zwei weitere Weiher ähnlicher Größe[7] am Mittellauf gegenüber Ziegelstadel auf etwa 496 m ü. NHN und an einem bald folgenden kurzen rechten Zulauf  auf etwa 487 m ü. NHN.
- Weihergraben, von links und Nordwesten auf etwa 476 m ü. NHN zuletzt ohne offenen Lauf, ca. 3,4 km[6] und 4,2 km².[6] Mehrere Oberläufe auf fast gleicher Höhe, der längste entspringt auf maximalen etwa 540 m ü. NHN im Sulzschlag.
- (Zufluss), von rechts und Südosten auf etwa 472 m ü. NHN wenig vor Monheim-Warching, 2,3 km und 2,4 km².[3] Entsteht auf etwa 538 m ü. NHN auf dem Sattel zwischen den Höckern Sulzbuck (540 m ü. NHN) und Rainberg(548 m ü. NHN) im Wald.
- Stippach, von rechts und Südosten auf etwa 465 m ü. NHN unterhalb von Warching, 3,1 km und 11,6 km².[3] Entsteht auf etwa 515 m ü. NHN nördlich von Blossenau in einer Geländerinne. Gewöhnlich trockener Unterlauf auf der Gemeindegrenze Monheim/Rögling.
An diesem Zufluss kehrt sich das ab nunmehr mäandrierende Tal für einen kurzen Abschnitt nach Norden
  -  Durchfließt auf Höhen um 500 m ü. NHN nacheinander vier nicht sehr verschieden große Weiher, der größte mit ca. 0,2 ha.[7]
- Durchfließt auf etwa 456 m ü. NHN einen Weiher am Steigenfuß der Kreisstraße DON 21 nach Rögling, ca. 0,6 ha.[7]
- Ehbrust, von links und Westnordwesten auf etwa 447 m ü. NHN östlich von Liederberg, 5,7 km und 10,4 km².[3] Entsteht als Moosgraben auf etwa 540 m ü. NHN westlich von Monheim-Wittesheim wenig vor der B 2 im Wald. Der unterste Lauf führt nur im Winter Wasser zur meist trockenen Gailach.
Kurz nach diesem Zulauf verläuft das enge Gailbachtal wieder auf nunmehr unregelmäßigen Ostlauf.
  -  Durchfließt auf etwa 530 m ü. NHN auf dem ersten halben Kilometer noch im Wald gleich nacheinander die zwei Distelweiher, zusammen ca. 0,4 ha.[7]
- (Zulauf des Trockentals Münichtal, weiter oben Pechtal), von links und Nordnordwesten auf etwa 436 m ü. NHN, ca. 3,6 km[5] und ca. 4,8 km².[6] Ein kurzer offener Wasserlauf von nur ca. 0,7 km[5] Länge beginnt südlich von Langenaltheim auf etwa 524 m ü. NHN und verschwindet in einer Doline noch vor dem Pechtal.
Ab hier beginnt eine in der anfangs schmalen Talaue laufende Gebietszunge von Mörnsheim, an die anfangs links Langenaltheim, rechts Rögling grenzt.
- Gailachquelle (Karstquelle des Unterlaufs) auf etwa 419 m ü. NHN in Mörnsheim-Mühlheim
- (Zufluss aus dem Ensfelder Tal), von rechts und Südosten auf etwa 415 m ü. NHN noch in Mühlheim, 2,3 km und 4,1 km².[3] Entsteht auf etwa 516 m ü. NHN über dem bewaldeten Talhang.
- (Zufluss aus den Sieben Brünnlein), von rechts auf etwa 409 m ü. NHN kurz nach der Finstermühle. Die Karstquellengruppe liegt gegenüber der Mühle wenig höher.

Mündung der Gailach von rechts und Westen auf 399 m ü. NHN in Mörnsheim-Altendorf in die mittlere Altmühl. Der Bach ist hier 21,7 km lang und hat ein Einzugsgebiet von 78,7 km².

## Charakter und Umgebung
Orte an der Gailach auf ihrem beständigen Lauf unterhalb der Gailachquelle sind Mühlheim, Mörnsheim und Altendorf.
Das von artenreichen Trockenrasen gesäumte Gailachtal gilt als landschaftlich reizvoll; die Gailach schlängelt sich windungsreich durch die Wiesen. Wegen ihres naturnahen Zustands kommt hier die sonst in Bayern selten gewordene Wasseramsel vor, die schwimmen, tauchen und am Bachgrund entlanglaufen kann. Durch das Gailachtal führt ein Radwanderweg.
Kurz vor ihrer Mündung liegt am nördlichen Talhang das „Grafsloch“, eine Felsformation mit einer schon vor 70.000 Jahren vom Menschen begangenen Höhle. Nach den Tropfsteinansätzen an ihrer Decke heißt sie auch „Steinerner Rosenkranz“. Nördlich der Gailachmündung liegt über den Felspartien des Altmühltals der ausgedehnte „Wacholdergarten“ mit übermannshohen Wacholderbüschen.

## Mühlen
Die Wassermenge der Gailachquelle reicht aus, um auf der kurzen Fließstrecke sechs Mühlen anzutreiben, außer der bereits 1282 urkundlich erwähnten Schwamm-Mühle die Kron-, Finster-, Markt-, Gröbl- und Kohlmühle; letztere wurde 1304 als „Sternsehermühle“ erstmals urkundlich erwähnt und war 1668–1897 im Besitz der Familie von Matthias Kelz, des Entdeckers der Mörnsheimer Steinbrüche.